# Ze’ew Żabotyński
Ze’ew Żabotyńskiⓘ, imię rosyjskie Władimir Jewgieniewicz (alternatywny zapis nazwiska: Jabotinsky, Zhabotinski, heb. זאב ז'בוטינסקי, ros. Зеэв/Владимир Евгеньевич Жаботинский; ur. 6 października?/18 października 1880 w Odessie, zm. 4 sierpnia 1940 w Nowym Jorku) – żydowski lider syjonistyczny, dziennikarz i pisarz, założyciel Legionu Żydowskiego walczącego w czasie I wojny światowej.

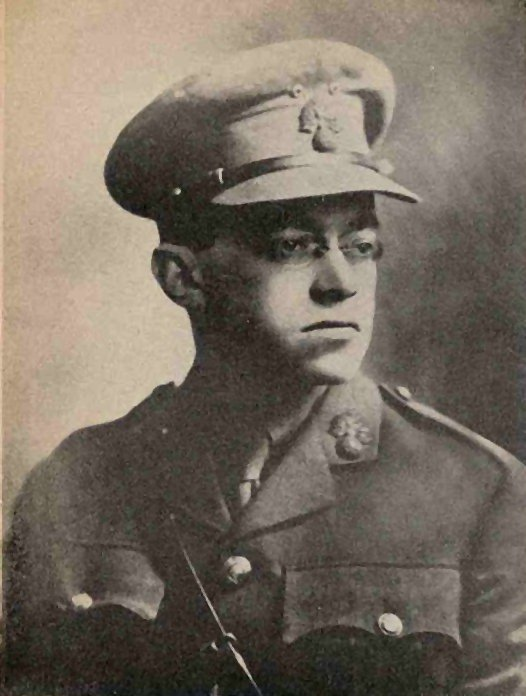
Włodzimierz Żabotyński w mundurze Legionu Żydowskiego

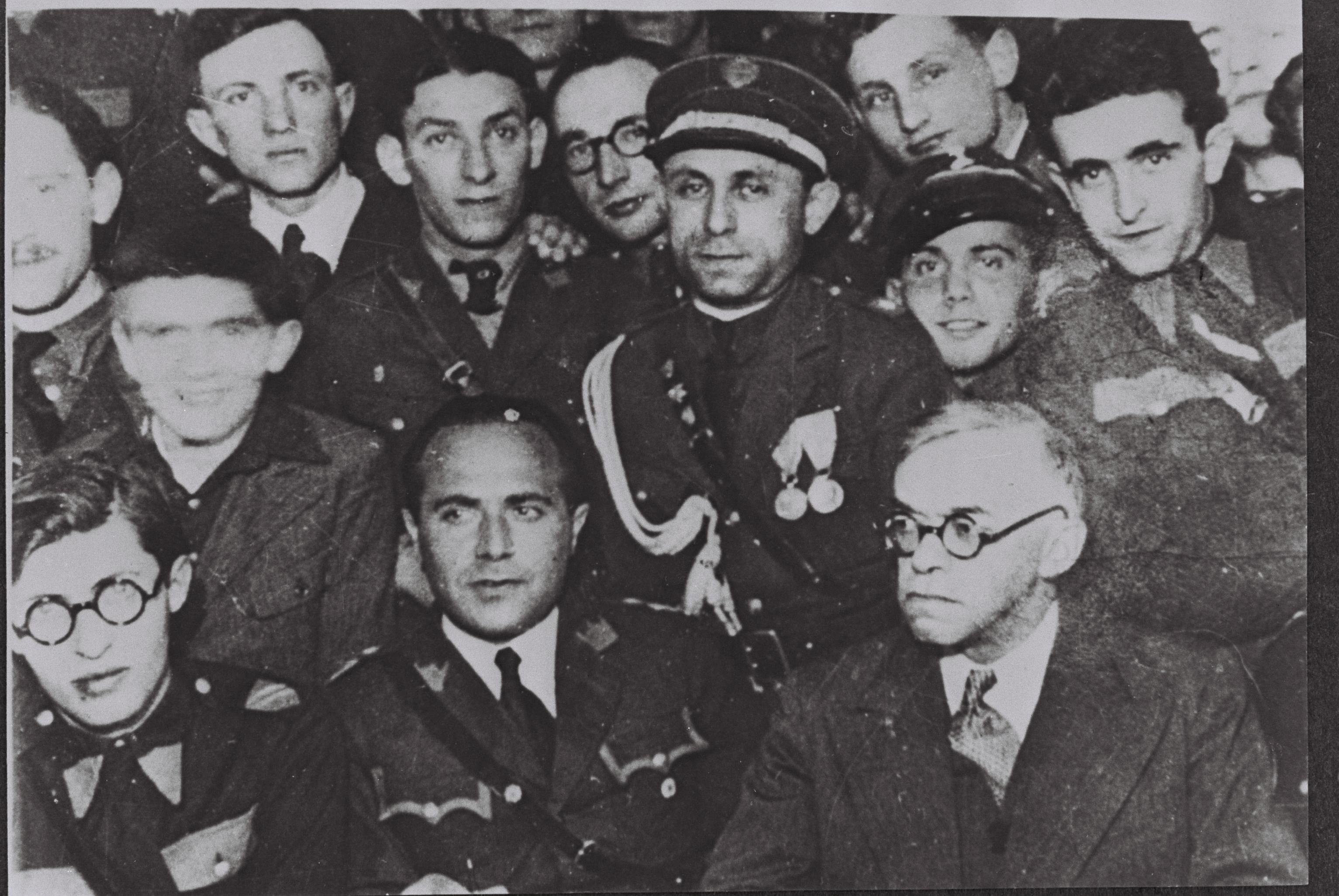
Włodzimierz Żabotyński na spotkaniu przywódców Betaru w Warszawie (w pierwszym rzędzie pierwszy z prawej). Pierwszy z lewej Menachem Begin

W latach 30. ostrzegał Żydów przed agresją ze strony Niemców.

## Życiorys

### Dzieciństwo
Urodził się w Odessie. Jego ojciec był zamożnym właścicielem firmy spedycyjnej, ale zmarł przed pierwszymi urodzinami syna. Spowodowało to znaczne obniżenie stopy życiowej rodziny, a matka zmuszona była otworzyć sklep z materiałami piśmiennymi i przeniosła się z synem na jego zaplecze. Choć żyli skromnie, to matka zadbała o wykształcenie syna.

### Wykształcenie
Mimo wprowadzonego w rosyjskich szkołach i na rosyjskich uczelniach numerus clausus, dostał się po kilku nieudanych próbach do elitarnego Gimnazjum Richelieu. Już jako uczeń wykazywał się zdolnościami dziennikarskimi; w wieku 16 lat opublikował pierwsze artykuły w gazetach odeskich. Po maturze, w 1898 roku, Żabotyński został wysłany jako korespondent „Odiesskogo Listka” do Berna w Szwajcarii, a później do Włoch. Pisał pod pseudonimem Altalena. Podczas pobytu we Włoszech podjął studia prawnicze na jednym z uniwersytetów w Rzymie. W 1901 roku wrócił do Odessy, gdzie zaczął pisywać felietony i recenzje dla liberalnych „Odiesskich Nowosti”. W Rosji został przyjęty do palestry adwokackiej.

### Syjonizm
W roku 1903 w czasie Wielkiego Tygodnia w okolicach Kiszyniowa (obecnie Mołdawia) odnaleziono zwłoki chłopca. Lokalna gazeta wyraziła pogląd, że dziecko zostało zamordowane przez Żydów. Reakcją na publikację był pogrom, który zaczął się 6 kwietnia podczas prawosławnych świąt Wielkanocy. Podczas zamieszek zginęło kilkudziesięciu Żydów, a prawie stu zostało rannych. Władze rosyjskie nie powstrzymały pogromu; dopiero po trzech dniach policja powstrzymała rozjuszony tłum.
Antysemickie wydarzenia w Kiszyniowie wstrząsnęły 22-letnim Żabotyńskim, który postanowił wstąpić do organizacji syjonistycznej, gdzie zyskał uznanie jako utalentowany mówca oraz przywódca młodzieżowy. Żabotyński uczestniczył w organizowaniu oddziałów samoobrony żydowskiej, która miała chronić przed kolejnymi pogromami. W prasie wypowiadał się w obronie praw społeczności żydowskiej. Latem 1903 roku był delegatem na VI Światowy Kongres Syjonistyczny w Bazylei, zorganizowany przez Theodora Herzla, który promował pomysł utworzenia żydowskiego państwa w Palestynie. Doszedł wtedy do przekonania, że jest to jedyny sposób uchronienia ludności żydowskiej przed szerzącym się w całej Europie antysemityzmem. Po powrocie do Rosji Żabotyński zamieszkał w Petersburgu.
Był przeciwnikiem odzyskania przez Polskę niepodległości uważając, że w tym przypadku władzę w nowym państwie zyskają nacjonaliści polscy. Twierdził, że Polakom potrzebny jest kulturalny rosyjski gubernator, a nie własne państwo. Uważał Polaków za najbardziej antysemicki naród na świecie.

### Legiony
Podczas I wojny światowej przedstawiciele wielu narodów dążących do niepodległości próbowali utworzyć narodowe oddziały w armiach wielkich mocarstw (np. Legiony Piłsudskiego). Żabotyński podczas pobytu w Egipcie zaproponował podobny pomysł władzom brytyjskim. Drugim pomysłodawcą Legionu Żydowskiego był Joseph Trumpeldor, były carski oficer pochodzenia żydowskiego, który stracił rękę w bitwie pod Cuszimą. Legion Żydowski miał walczyć u boku Brytyjczyków z Imperium osmańskim. W Egipcie znajdowało się wtedy wielu Żydów, którzy zostali wygnani z Palestyny przez tureckie wojska. Pierwszy oddział nazwany Zion Mule Corps został utworzony w latach 1915–1916 i pod dowództwem Trumpeldora wziął udział w bitwie o Gallipoli. Drugim oddziałem były ochotnicze bataliony Fizylierów Królewskich.
Kiedy oddział został rozwiązany, Żabotyński jako oficer pojechał do Londynu, gdzie promował ideę przeniesienia żydowskich oddziałów do walk w Palestynie. Pierwszym takim oddziałem był batalion żydowski w Królewskim Pułku Fizylierów. W sierpniu 1917 roku brytyjskie władze ogłosiły utworzenie regimentu żydowskiego, do którego wstępowali młodzi syjoniści z całej Europy. Żabotyński wraz z innymi legionistami został przerzucony w roku 1918 do Doliny Jordanu. Brał udział w walkach z wojskami tureckimi w pobliżu Jerozolimy. Żabotyński dowodził oddziałami podczas desantu przez rzekę Jordan, za co został odznaczony przez Brytyjczyków. Brytyjczycy starali się jednak ograniczyć działania żydowskich oddziałów na terenie Palestyny, aby nie spowodować konfliktu z Arabami. Do roku 1919 wojska żydowskie zostały w dużej części zdemobilizowane.

### Syjonizm rewizjonistyczny
Po wojnie Żabotyński został wybrany członkiem parlamentu założonego przez żydowskich osadników w Palestynie. W kwietniu roku 1920 wybuchły wśród Arabów zamieszki sprowokowane aktami bezczeszczenia przez syjonistów powagi święta Nabi Musa oraz aktami przemocy wobec Arabów uczestniczących w uroczystościach. W odpowiedzi, syjonistyczni osadnicy utworzyli Haganę, do której Żabotyński przystąpił. Brał udział w potajemnym dostarczaniu broni dla jej oddziałów. W roku 1921 został wybrany do rady wykonawczej Organizacji Syjonistycznej (obecnie Światowa Organizacja Syjonistyczna). W roku 1923, w wyniku konfliktu z jej przewodniczącym Chaimem Weizmanem w kwestii współpracy z Brytyjczykami (której Żabotyński się sprzeciwiał) ustąpił z tej funkcji. Wtedy też napisał swój sławny pamflet zatytułowany „Żelazny Mur”, w którym twierdził, że skoro cele syjonistycznej kolonizacji Palestyny są sprzeczne z celami Arabów, konieczne jest przytłoczenie ich żydowską siłą militarną („żelazny mur bagnetów”) obecną na ziemiach przyszłego państwa żydowskiego. Ta ekspansyjna strategia rewizjonistów została później przyjęta również przez Dawida Ben Guriona i innych „lewicowych” syjonistów.
W roku 1925 stał się założycielem jednej z partii związanych z nurtem syjonizmu rewizjonistycznego – Unii Syjonistów Rewizjonistów (heb. Ha-Cohar). Potem Żabotyński zorganizował młodzieżówkę tej partii, Betar (skrót od Liga Josepha Trumpeldora). Jego poglądy miały charakter nacjonalistyczny. Nowa partia wzięła za cel rozwój osadnictwa po obu brzegach Jordanu. Żabotyński sądził, że podstawą walki o utworzenie żydowskiego państwa w Palestynie powinna być działalność niezależnych bojówek w stylu Hagany. Jako ustrój, na którym miało wzorować się przyszłe państwo Izrael, preferował liberalną demokrację, lecz tylko dla większości żydowskiej. Nie zgadzał się z podziałem Palestyny na dwie jednostki administracyjne, ale pragnął, by całe terytorium było pod kontrolą państwa żydowskiego, któremu podlegać mieli również Arabowie, którym nie przysługiwałyby takie same prawa obywatelskie co Żydom. Według jego wizji, arabskie tendencje niepodległościowe miały być jednoznacznie stłamszone siłą militarną, i dopiero wtedy nastąpiłby etap uzgodnienia pewnej autonomii dla społeczności arabskiej. Nie jest jasne, czy popierał czystki etniczne wśród arabskiej ludności, ale nie przeciwstawiał się takim tendencjom w ruchu syjonistycznym. W odróżnieniu od polityków z Partii Pracy według Żabotyńskiego podstawą nowego społeczeństwa miała być silna elita ekonomiczna żydowskich enklaw, rozwinięta kosztem i mimo rdzennej ludności arabskiej oraz dzięki koncesjom Brytyjczyków wobec syjonistów. Dla Żabotyńskiego wzorem walki o państwowość były polskie doświadczenia oraz osoba Józefa Piłsudskiego. Także duże wsparcie organizacja rewizjonistycznych syjonistów znalazła wśród polskich Żydów.
W roku 1929 Żabotyński wyjechał do Europy, aby wziąć udział w XVI Kongresie Syjonistycznym. Na skutek presji arabskiej społeczności Brytyjczycy odmówili mu wizy powrotnej do Palestyny. Partia polityczna założona przez Żabotyńskiego podzieliła się na trzy frakcje, z których ta kierowana przez Żabotyńskiego uważana była za umiarkowaną. Najbardziej znacząca była organizacja Irgun, założona przez Dawida Razi’ela, w której znajdowali się również tacy syjoniści jak Uri-Cewi Grinberg i Abba Achimeir. Opowiadali się oni za niezależnymi działaniami na terenie mandatu brytyjskiego w Palestynie i walką przeciwko żydowskim ruchom lewicowym, Brytyjczykom i Arabom (podczas gdy Żabotyński chciał współpracować z Brytyjczykami). Irgun został potem przekształcony w Herut i ostatecznie Likud. Lider Irgunu oraz Bejtaru Menachem Begin został potem premierem Izraela.

### Ostrzeżenie przed Holocaustem

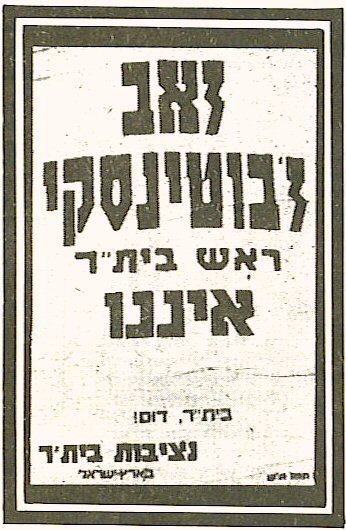
Nekrolog Żabotyńskiego

W latach 30. największe poparcie ruch Żabotyńskiego miał w Polsce. W tym czasie liczba członków Betaru osiągnęła 60 tysięcy. W obliczu narastającego zagrożenia ze strony III Rzeszy w 1936 roku Żabotyński zaproponował swoisty plan ewakuacji do Palestyny Żydów zamieszkujących w ziemiach Rzeczypospolitej, a także w Rumunii i na Węgrzech. Plan ten przedstawiony został po raz pierwszy 8 października 1936 roku na łamach krakowskiego Czasu. W myśl tego planu, co roku do Palestyny emigrować miało 75 tysięcy Żydów. Podczas pobytu w Polsce w 1936 roku Żabotyński został przyjęty przez ministra Józefa Becka i premiera Felicjana Sławoja Składkowskiego. Plan Żabotyńskiego budził kontrowersje, gdyż odzywały się głosy, że jest on po myśli antysemitów. By przeciąć te kontrowersje, premier Polski w rozmowie z Żabotyńskim stwierdził jednoznacznie: „Polski rząd pragnie wspomóc działalność syjonistyczną, nie dlatego że pragnie pozbyć się Żydów, ale dlatego, że syjonizm jest ideą szlachetną i humanitarną”.
Po rozmowach Żabotyńskiego w Warszawie polski rząd postanowił udzielić skoordynowanego wsparcia organizacji Irgun Cewai Leumi. Wsparcie to koordynował dyrektor departamentu Konsularnego MSZ Wiktor Tomir Drymmer. Polegało na udzieleniu pożyczki w wysokości 212 tys. złotych na zakup uzbrojenia, a także na organizacji tajnych kursów wojskowych dla bojowników Irgunu. Ostatni taki kurs odbył się w Andrychowie wiosną 1939 roku. Polski rząd wspierał też nielegalną emigrację do Palestyny, na co przeznaczono 100 tys. złotych. Dzięki tej akcji w 1938 i 1939 roku około 10 tys. młodych Żydów z Betaru wyjechało do Palestyny. Ową pomoc Żabotyński traktował jako dług honorowy, będący do zwrotu po zdobyciu przez Palestynę niepodległości.
W drugiej połowie lat trzydziestych jego sekretarzem był Szemu’el Kac
W roku 1938 Żabotyński stwierdził, że polscy Żydzi „żyją na krawędzi wulkanu”. Ostrzegał przed nadciągającą, jego zdaniem, falą superpogromów, które będą miały miejsce w niedalekiej przyszłości w okupowanej przez Niemców Polsce.[źródło?] 
Żabotyński chciał przestrzec Żydów w Europie, aby emigrowali do Palestyny, tak szybko, jak to możliwe. Kasandryczne wizje Żabotyńskiego nie znalazły szerokiego odzewu, bo Żydzi nie sądzili, że Niemcy mogą zgładzić miliony ludzi.[źródło?]

### Śmierć i dalsze losy jego organizacji
Kiedy niemieckie wojska ruszyły na podbój Europy, Żabotyński znalazł się w Stanach Zjednoczonych, gdzie zmarł na zawał serca w roku 1940. Młodzi Żydzi z założonej przez niego organizacji Bejtar stali się później członkami Żydowskiego Związku Wojskowego, który stawił opór podczas powstania w getcie warszawskim. W roku 1948 Irgun zorganizował potajemny transport broni do nowo utworzonego państwa Izrael, łamiąc tym samym rezolucję ONZ. Statek zakupiony przez Żydów do tego celu nosił nazwę Altalena (pseudonim Żabotyńskiego).
Po śmierci Żabotyńskiego organizacja B’nai B’rith zażądała od rządu izraelskiego, ażeby ten zezwolił na sprowadzenie jego ciała do Erec Israel (Ziemi Izraela). Jednak prośba ta została odrzucona przez lewicowego premiera Dawida Ben Guriona, który 7 maja 1958 roku pisał do sędziego Josepha Lamma z Tel Awiwu, wiceprezesa B’nai B’rith, że „Izrael nie potrzebuje martwych Żydów, ale żyjących Żydów, nie widzę potrzeby mnożenia grobów w Izraelu”. W roku 1964 ciało Żabotyńskiego zostało jednak przeniesione na cmentarz na Wzgórzu Herzla w Jerozolimie. Zezwolił na to dopiero nowy premier, Lewi Eszkol.
Izraelska partia Herut (od lat siedemdziesiątych XX wieku tworząca, a w 1988 ostatecznie wchłonięta przez Likud), jak również Ruch Herut oraz młodzieżówka Herut, odwoływały się do tradycji Żabotyńskiego. 23 marca 2005 roku Kneset uczcił jego pamięć specjalną uchwałą.

## Kontrowersje
Żabotyński był zafascynowany nie tylko Józefem Piłsudskim, ale także twórcą włoskiego faszyzmu Benito Mussolinim. W 1934 roku w ścisłej współpracy z władzami włoskimi w Civitavecchia założona została Szkoła Marynarki Wojennej Betaru. Formalnie jej komendantem był działacz partii faszystowskiej Nicola Fusco.
Współpraca Syjonistów-Rewizjonistów z włoskimi faszystami do dziś jest tematem wielu debat. Często przytaczana jest wypowiedź Mussoliniego, która paść miała w czasie jego rozmowy z założycielem Światowego Kongresu Żydów Nachumem Goldmanem: „Aby syjonizm mógł odnieść sukces, potrzeba żydowskiego państwa, z żydowską flagą i z żydowskim językiem. Osobą, która to rozumie, jest wasz faszysta Żabotyński”. Jednak autentyczność tej wypowiedzi bywa podważana – cytat ten pojawił się w pracy amerykańskiego trockisty Lenni Brennera Zionism in the Age of the Dictators, która spotkała się z bardzo ostrą krytyką za brak naukowej rzetelności.

## Publikacje

### Książki
- Turkey and the War. London, T.F. Unwin, Ltd. 1917
- Sampson the Nazarite. London: M. Secker, 1930
- The War and The Jew. New York, The Dial Press 1942
- The Story of the Jewish Legion. New York, B. Ackerman, incorporated 1945
- The Battle for Jerusalem. Vladimir Jabotinsky, John Henry Patterson, Josiah Wedgwood, Pierre Van Paassen explain why a Jewish army is indispensable for the survival of a Jewish nation and preservation of world civilization. American Friends of a Jewish Palestine, New York, The Friends, 1941

### Teksty Żabotyńskiego
- Tisha B’Av, 1937. csuohio.edu. [zarchiwizowane z tego adresu (2007-08-16)]. (ang.).
- Zamiast zbyt długich przeprosin, 1911. csuohio.edu. [zarchiwizowane z tego adresu (2008-01-02)]. (ang.).
- Ideologia Betar. csuohio.edu. [zarchiwizowane z tego adresu (2006-04-19)]. (ang.).
- Obowiązki członka Betar. csuohio.edu. [zarchiwizowane z tego adresu (2006-04-19)]. (ang.).
- Pieśń Betar. csuohio.edu. [zarchiwizowane z tego adresu (2008-05-09)]. (ang.).
- Teksty Żabotyńskiego. jabotinsky.org. [zarchiwizowane z tego adresu (2007-08-15)]. (ang.).